# 東芝府中事業所
座標: 北緯35度40分57秒 東経139度27分58秒 / 北緯35.682542度 東経139.465996度

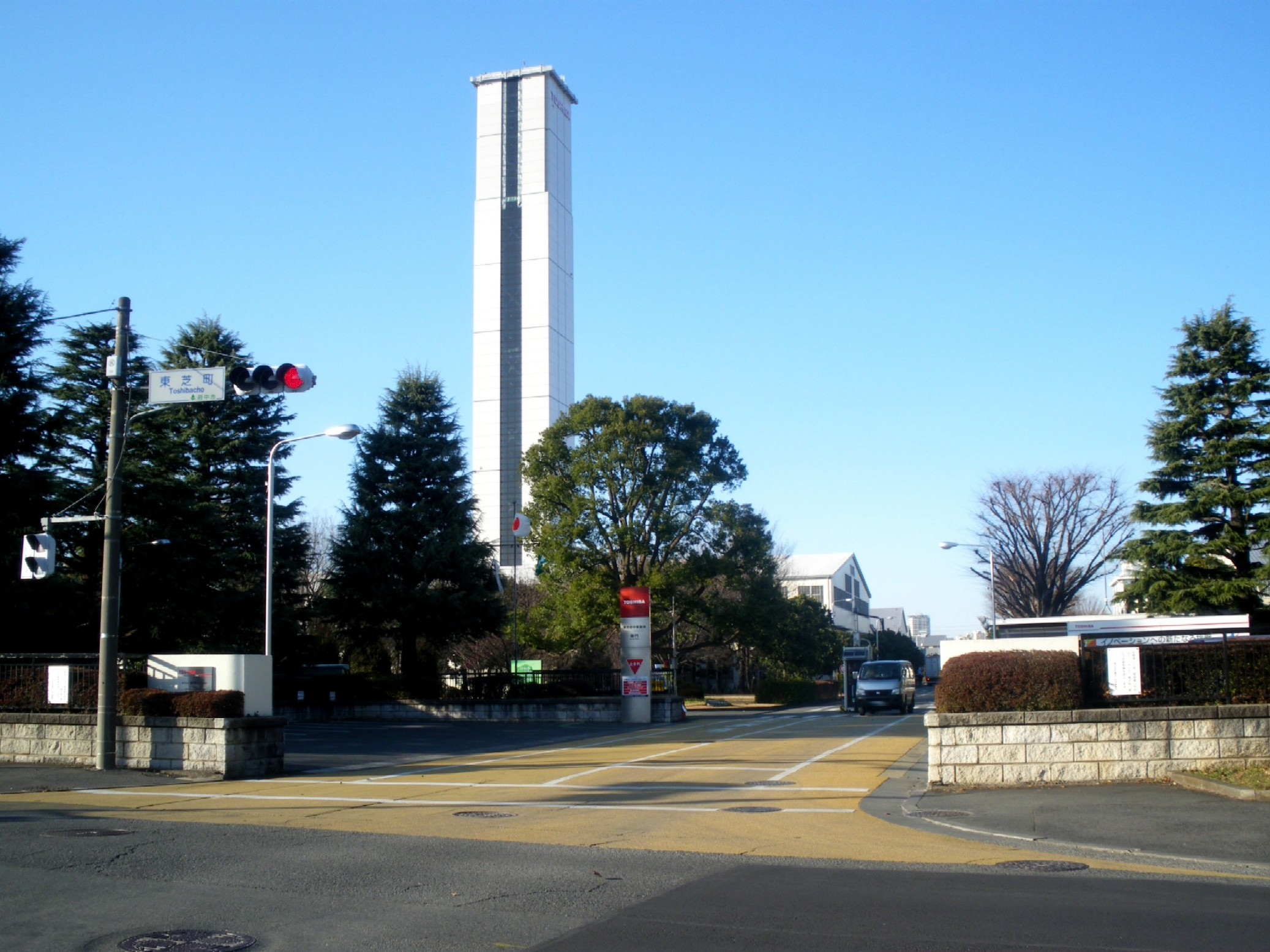
府中事業所南門の写真。写真奥にエレベーター試験塔が見える。

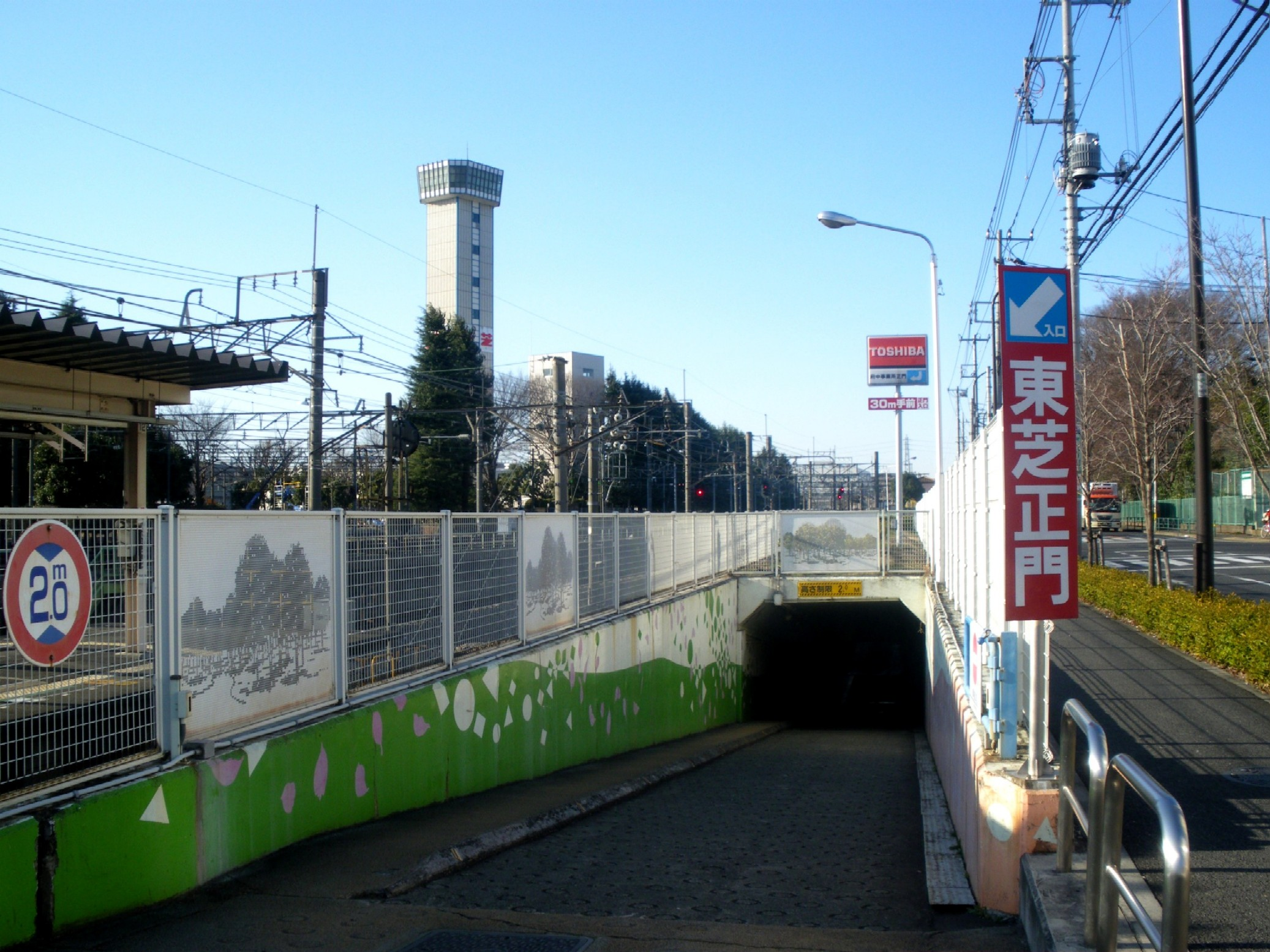
北府中駅横にある正門への通路

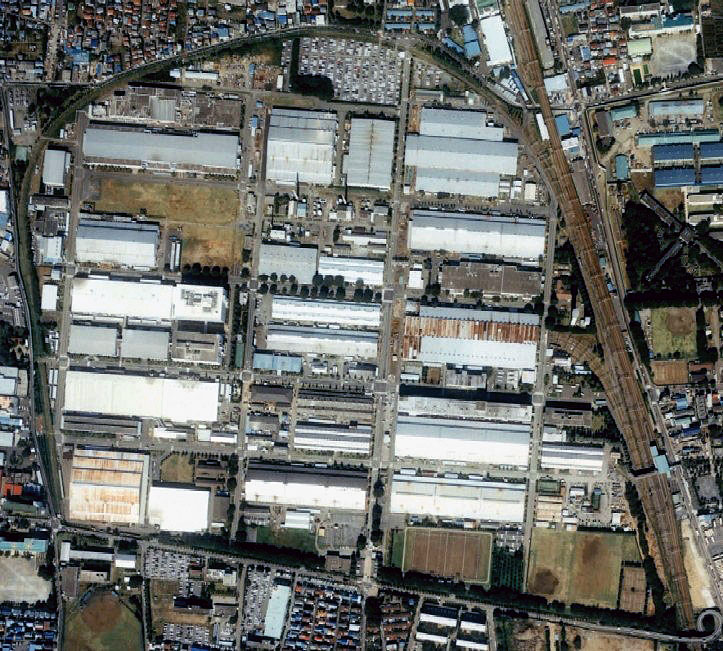
航空写真に見る府中事業所の様子。武蔵野線・北府中駅からの引込み線が見える。1989年度撮影。

東芝府中事業所（とうしばふちゅうじぎょうしょ）は、東芝グループの生産拠点のひとつ。東京都府中市東芝町1番地に所在する。主に産業機器、OA機器、鉄道車両、放送機器、通信機器などの開発、製造工場として機能している。

## 概要
本事業所は東芝グループにおける原子力発電所向け重電事業や新幹線や主に中華人民共和国向けの電気機関車などの鉄道事業、社会インフラ事業に関する研究開発、生産業務を行なっている。
敷地面積は約770,000平米におよぶ広大な工場施設で、最盛期には約3万人程度が勤務していた。その後の合理化などにより人員規模は縮小し、正社員、契約社員、派遣社員、常駐している出入り業者を含めても1万人程度とされる。
隣接する東日本旅客鉄道（JR東日本）武蔵野線北府中駅には東芝専用口が設けられている。北府中駅構内から当事業所内へは専用線がつながっており、鉄道車両などの搬出入に用いられる。敷地内には旧・日本国有鉄道のEF65形電気機関車（535号機）が保管されている。また、北府中駅前の府中街道を走る京王バス停留所は「東芝前」としている。
敷地内には東芝エレベータのエレベータ試験塔が2棟あり、このうちの最も高い1棟は府中市のランドマークとしても著名である。正門横には広報施設が併設されている。
事業所内には、従業員用食堂4箇所、喫茶店、従業員クラブ、体育館、社員寮、教育センター、売店、テニスコート、野球場、ラグビー場、移動売店など多数の厚生施設がある。

## 歴史
- 1940年（昭和15年）- 鉄道の車両工場として操業開始。
- 1950年（昭和25年）
  - 4月 - 東芝車両株式会社が東京芝浦電気株式会社と合併。
  - 10月 - 府中車両工場となる。
- 1952年（昭和27年）- 府中工場に改称。
- 1961年（昭和36年）- 工場所在地名が「東芝町」となる。
- 1999年（平成11年）- 社内体制の改編により府中事業所に改称。
- 2003年（平成15年）- 事業所内の再編、分社化など。
- 2007年（平成19年）10月 - 長野県佐久市に佐久分工場を操業開始。

## 主な工場・入所企業
- 東芝エネルギーシステムズ
- 東芝インフラシステムズ
- 東芝ITコントロールシステム
- 東芝プラントシステム
- 芝府エンジニアリング
- 東芝エレベータ
- 東芝キヤリア空調サービス
- 東芝システムテクノロジー　（飛び地の敷地）
- 東芝インフラテクノサービス
- 東芝デジタルソリューションズ　（飛び地の敷地）
- 東芝テックビジネスソリューション
- 東芝ディーエムエス
- 東芝電機サービス
- 東芝ツーリスト
- 東芝プロセスソフトウェア（飛び地の敷地）
- 東芝放送ネットワークエンジニアリング
- 東芝保険サービス
- 東芝ライテック
- SBS東芝ロジスティクス
- クロサワエンジニアリング
- シンコー
- 新日本物流
- セコムトセック
- 寺本梱包
- テルム
- ドーワ

## スポーツ
事業所内には東芝府中硬式野球部があったが、川崎市を拠点とする本社野球部に統合された。後にシドニーオリンピック日本代表となる平馬淳をはじめとする数名が本社チームに合流したが、残留メンバーは軟式野球部に加入した。軟式野球部は硬式野球部存在時にも活動しており、多数の全国大会出場実績もある。2009年（平成21年）度は東京都軟式野球連盟のシードチームであり、東京都の強豪チームのひとつである。また、後にNPBで三冠王に3度輝いた落合博満がかつてこの事業所で臨時工員として勤務していたが、落合自身も東芝府中硬式野球部のメンバーであった。
もっとも著名なのがジャパンラグビーリーグワンに加盟している東芝ブレイブルーパス東京である。本事業所内にはラグビー場も設けられていることは前記したが、このラグビー場がブレイブルーパスの本拠地としての機能を有する。かつて廣瀬俊朗が所属したほか、2020年現在、リーチマイケルや德永祥尭が所属している。
サッカークラブのT.F.S.C.は本事業所のサッカー部がクラブチーム化されたものであり、現在も事業所内のグラウンドを本拠地としている。